# SS.12/AS.12
I missili SS.12 e AS.12 sono due varianti dello stesso missile: SS (superficie - superficie) e AS (aria-superficie). Lanciabili da elicotteri, la versione SS.12 venne usata contro i mezzi corazzati, mentre la versione AS.12 venne usata in ASuW.
Sviluppato a partire dagli anni cinquanta come arma superficie-superficie, ne venne allo stesso tempo sviluppata una versione navale. I lanci di prova iniziarono nel 1956, mentre le prove dell'AS.12 in versione aviolanciabile iniziarono nel 1957
Nella Marina Militare ha trovato impiego sugli AB-212 imbarcati sulle unità navali ed è stato anche usato da entrambi i belligeranti durante la Guerra delle Falklands.